# Guillermo Hernández
Guillermo Alejandro Hernández Sánchez (ur. 25 czerwca 1942 w Zacoalco de Torres) – meksykański piłkarz grający na pozycji obrońcy. Grał w reprezentacji Meksyku w latach 1966–1973, na Mundialach w 1966 i 1970.